# Triaspis nishidai
Triaspis nishidai är en stekelart som beskrevs av Papp 1984. Triaspis nishidai ingår i släktet Triaspis och familjen bracksteklar. Inga underarter finns listade i Catalogue of Life.